# Monte Zuccaro
Il monte Zuccaro (un tempo anche chiamato monte Zucchero) è una montagna dell'Appennino Ligure che raggiunge i 767 m s.l.m..

## Descrizione

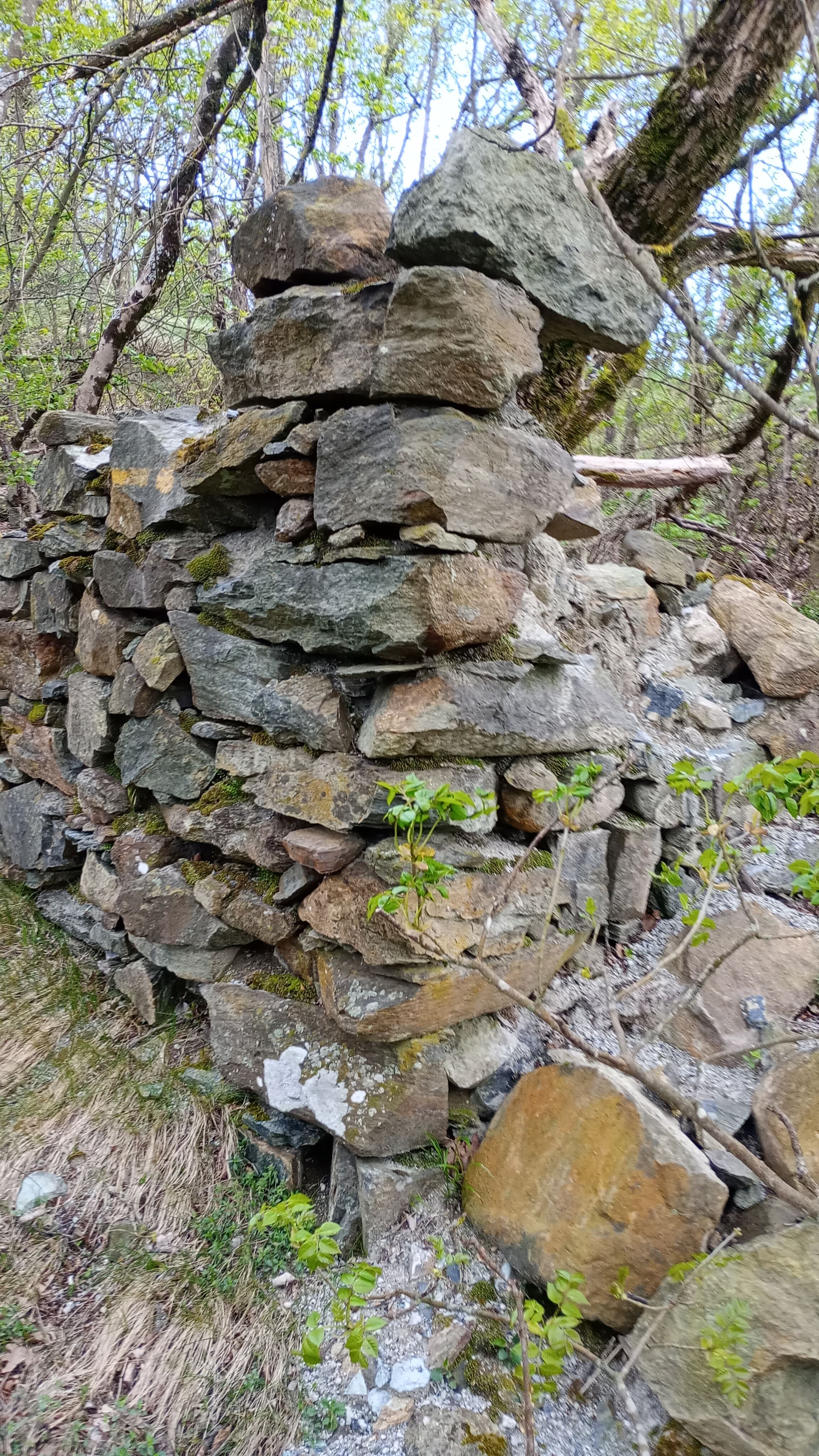
Rovine nei pressi della cima

Il monte Zuccaro fa parte del Gruppo del Monte Figne ("Sottogruppo del Porale"). Si trova sullo spartiacque tra i bacini della Scrivia e del Lemme. Il crinale intervallivo continua a nord con la Rocca Crovaglia (594 m) e verso sud-est con i monti Brignone e Porale. Poco ad est della cima si trova il Colle del Prete (634 m), aperto sul crinale tra due vallette laterali tributarie dello Scrivia e che lo separa dal monte Lusci (645 m).
La prominenza topografica del monte Zuccaro è di 166 metri, ma il panorama dalla sua cima è piuttosto ridotto a causa della vegetazione arborea presente. Amministrativamente si trova sul confine tra Piemonte e Liguria e, in particolare, tra i comuni di Arquata Scrivia (AL) e Isola del Cantone (GE). Non lontano dalla cima, sul lato ligure, si trova il piccolo centro abitato di Borlasca.

## Storia
Il monte fu la sede di un controverso episodio della Resistenza. Durante la Seconda guerra mondiale nei pressi delle cima della montagna era presente un posto di avvistamento aereo presidiato da nove militi della RSI. La neocostituita III Brigata Garibaldi Liguria il 12 gennaio 1944 attaccò il presidio e gli addetti all'installazione vennero catturati e portati in una baita a un paio d'ore di cammino dal monte. Qui furono processati da un "tribunale partigiano" e, anche visto il loro rifiuto di passare con i partigiani, vennero passati per le armi e seppelliti in una fossa comune. Uno di loro riuscì però a fuggire e, raggiunta Borlasca, riferì della strage. Le milizie fasciste nei giorni successivi misero un atto un vasto rastrellamento bruciando vari edifici, in particolare gli essiccatoi per castagne, e arrestarono alcuni civili. In seguito tale esecuzione sommaria venne giudicata una crudeltà inutile. Altre fonti rilevano invece che azioni di questo tipo erano utili per sostenere il morale dei giovani partigiani e sottrarre armi ai fascisti.
A partire dal 2012 l'area del monte Zuccaro è stata interessata dai lavori di scavo della galleria principale del terzo valico, che hanno reso necessaria una revisione della rete di distribuzione idrica della zona.

## Geologia
Il rilievo è costituito di conglomerati a grossi elementi (o puddinga) ed è contiguo a zone a serpentiniti e a marne argillose. L'area attorno al monte è ricca di sorgenti, in parte interessate dai lavori di scavo del terzo valico.

## Ambiente
La zona attorno al monte è oggi caratterizzata da prevalenti boschi di latifoglie. Nella zona tra il monte Zuccaro e il monte Porale, a partire dal 2017, sono stati segnalati esemplari di lupo, presumibilmente appartenenti ad un branco che si è insediato nell'area attirato dall'abbondanza di ungulati selvatici.

## Accesso alla vetta

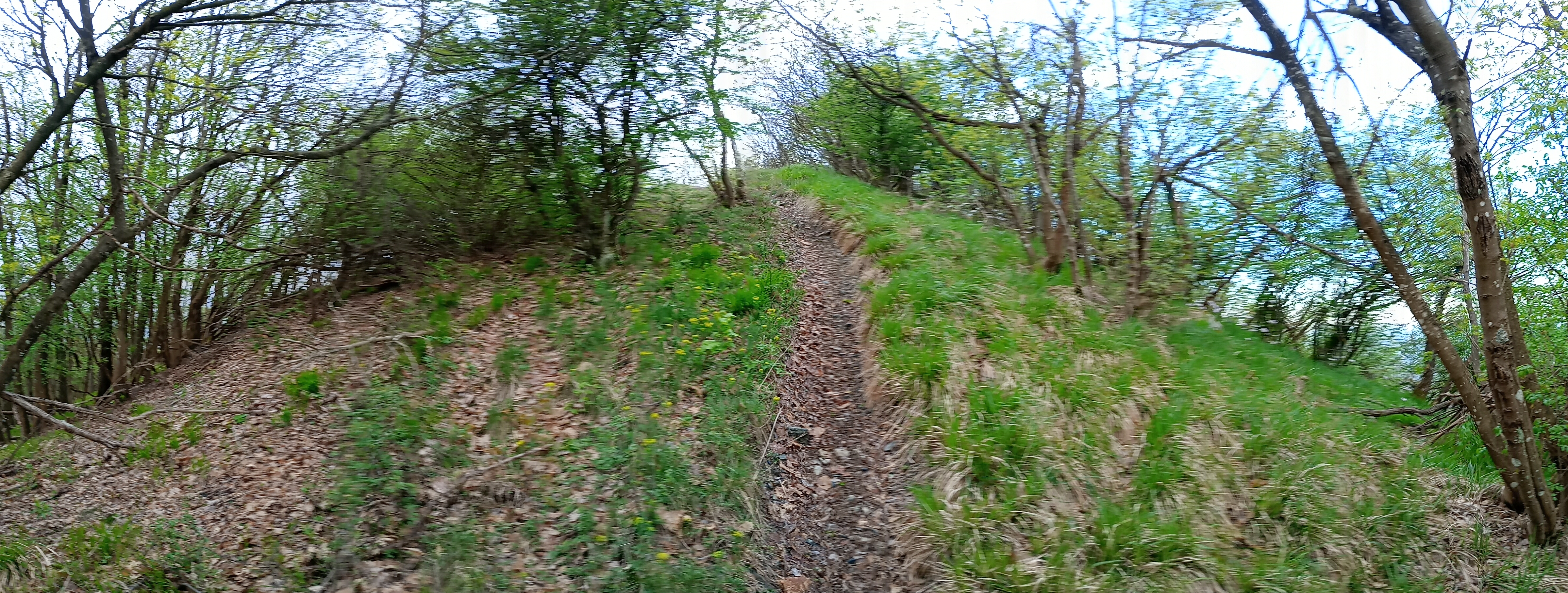
Il sentiero che sale dal Colle del Prete

La cima del monte Zuccaro è facilmente raggiungibile a piedi seguendo un sentiero non segnalato che parte dal Colle del Prete, a sua volta raggiungibile da Borlasca o da Arquata Scrivia seguendo l'itinerario del Sentiero europeo E1. La cima è anche la meta di due itinerari che la collegano con Carrosio e con Voltaggio, a suo tempo segnalati dalla FIE ma oggi in stato di abbandono.